# Josef Madlener
Josef Madlener (16 de abril de 1881, Memmingen, Suabia – 27 de diciembre de 1967) fue un pintor e ilustrador alemán. Su trabajo fue publicado en varios periódicos, revistas, libros de Navidad para niños y en postales. El biógrafo Eduard Raps publicó un libro sobre Madlener en 1981 para conmemorar el siglo transcurrido desde su nacimiento.
La pintura más conocida de Madlener es Der Berggeist («El espíritu de la montaña»), datada de mediados de los años 1920 y en la que aparece un anciano de barba canosa, vestido con un largo manto y un sombrero de ala ancha, junto a un cervatillo en un bosque con las montañas de fondo. Durante un viaje a Suiza en 1911, el escritor británico J. R. R. Tolkien compró una postal que reproducía esta pintura y que luego fue el origen de Gandalf, uno de los personajes principales de sus novelas El hobbit y El Señor de los Anillos.